# مکنده درد
«مکنده درد» آهنگی از رپرهای آمریکایی لیل وین و ویز خلیفا و گروه آمریکایی ایمجین درگنز است که با همکاری لاجیک، تای دولا ساین و گروه ایکس امبسدورز، به عنوان یک تک آهنگ برای موسیقی متن فیلم جوخه انتحار ساخته و در ۲۴ ژوئن ۲۰۱۶ توسط آتلانتیک رکوردز منتشر شد.
در سال ۲۰۲۱، نسخه های اولیه آهنگ که توسط دمی لواتو و بریتنی اسپیرز به صورت جدا ضبط شده بود، به بیرون درز کرد.